# Буран (орбітальний корабель)

«Буран» на стартовому майданчику 15 листопада 1988

45°55′39″ пн. ш. 63°17′51″ сх. д. / 45.927491903353° пн. ш. 63.297490896876° сх. д.
Буран — перший радянський орбітальний корабель багаторазового використання.
Призначений для вирішення низки оборонних завдань: виведення на орбіту навколо Землі різних космічних об'єктів і їхнього обслуговування, доставки модулів і персоналу для збирання на орбіті великогабаритних споруд і міжпланетних комплексів, повернення на Землю несправних супутників, або тих, що виробили свій ресурс. Крім того, «Буран» пристосований для освоєння устаткування і технологій космічного виробництва і доставки продукції на Землю, виконання інших вантажопасажирських перевезень за маршрутом Земля — космос — Земля.

## Загальний огляд
Розробка «Бурану» тривала понад 10 років. У 1976 вийшла постанова ЦК КПРС і Ради Міністрів СРСР № 132-51 про створення багаторазової космічної системи, що отримала назву «Енергія-Буран». Вона включала ракету-носій важкого класу «Енергія», орбітальний корабель «Буран», наземні засоби підготовки, проведення пуску й управління польотом.
Для створення планера орбітального корабля «Буран» було утворено спеціалізоване підприємство — Науково-виробниче об'єднання «Молнія». Як основна виробнича база був обраний Тушинський машинобудівний завод. Нове об'єднання очолив Гліб Лозино-Лозинський, який уже в 1960-ті роки працював над проєктом багаторазової авіаційно-космічної системи «Спіраль».
До 1984 був готовий перший повномасштабний «Буран». Корабель побудували за схемою літака типу «безхвістка» з низько розташованим, трикутним крилом змінної стріловидності, мав аеродинамічні органи управління, що працюють при посадці після повернення в щільні шари атмосфери, — кермо напряму й елерони. Він був здатний здійснювати керований спуск в атмосфері з бічним маневром до 2000 кілометрів.
Довжина «Бурану» — 36,4 метра, розмах крила — близько 24 метрів, висота корабля, коли він стоїть на шасі, — більше 16 метрів. Стартова маса корабля — більше 100 тонн, з яких 14 припадає на пальне. У його вантажному відсіку міг розміщуватися корисний вантаж масою до 30 тонн. У носовий відсік була вставлена герметична суцільнозварна кабіна для екіпажа та більшої частини апаратури для забезпечення польоту у складі ракетно-космічного комплексу, автономного польоту на орбіті, спуску і посадки. Об'єм кабіни становив більше 70 кубічних метрів.
Дуже важливою особливістю «Бурану» був його надійний тепловий захист, що забезпечує нормальні теплові умови для конструкції корабля при проходженні щільних шарів атмосфери під час посадки. Теплозахисне покриття складалося з 38 тисяч плиток, виготовлених з високою точністю зі спеціальних матеріалів (кварцове волокно, високотемпературні органічні волокна, частково матеріал на основі вуглецю) за програмами, що враховують місце установки кожної плитки на корпусі.

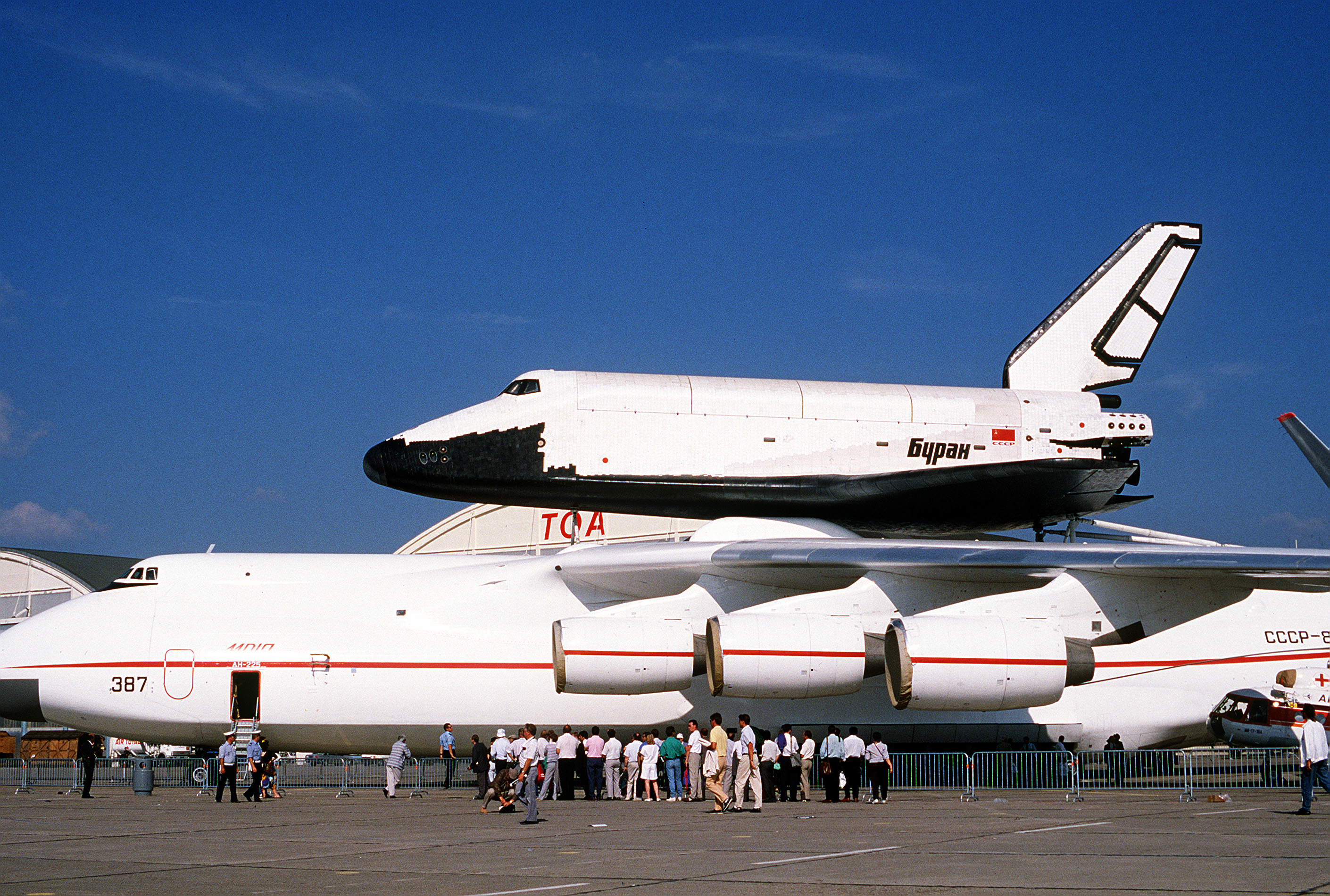
Ан-225 «Мрія» і «Буран». 38-й авіасалон в Ле-Бурже 1989 рік.

У хвостовій частині корабля розташували основну рушійну установку, дві групи двигунів для маневрування було розміщено в кінці хвостового відсіку і передньої частини корпусу. Бортовий комплекс управління складався більш, ніж із 50-ти систем, якими управляли автоматично за програмами, закладеними в бортову обчислювальну машину. «Буран» міг зробити до 100 польотів.
При зовнішній схожості з американським «шаттлом» орбітальний корабель «Буран» мав принципову відмінність — він міг здійснювати посадку повністю в автоматичному режимі, а не управлятися оператором із землі. Крім того, у «Бурані» передбачили систему екстреного порятунку екіпажа: на малих висотах спрацьовувала катапульта для перших двох пілотів; на великій висоті у випадку нештатної ситуації «Буран» міг відділятися від ракети-носія і здійснювати екстрену посадку.
Запуск «Бурану» здійснювали за допомогою ракети-носія «Енергія», до центрального блоку якої орбітальний корабель кріпився пірозамками.
Великі габаритні розміри «Бурану» ускладнювали використання наземних засобів транспортування, тому на космодром він доставлявся модифікованим для цих цілей літаком ВМ-Т експериментального машинобудівного заводу ім. В. М. Мясищева або за допомогою багатоцільового транспортного літака Ан-225 «Мрія» в повністю зібраному вигляді.

## Перший політ
Перший політ «Бурану» призначили на 29 жовтня 1988 року, але з технічних причин за 51 секунду до старту скасували. Наступний старт призначили на 15 листопада 1988 року.
Завданням першого польоту були продовження льотного відпрацювання ракети-носія «Енергія» і перевірка функціонування конструкції та бортових систем орбітального корабля «Буран» на найнапруженіших ділянках польоту — виведення та спуск з орбіти — з мінімальною тривалістю орбітальної ділянки. З міркувань безпеки перший випробувальний політ визначили як безпілотний.
15 листопада 1988 року, незважаючи на штормове попередження, старт пройшов успішно. Політ продовжувався 205 хвилин, протягом яких «Буран» пройшов майже 8000 км у верхніх шарах атмосфери. Після двох витків на орбіті корабель зробив посадку в автоматичному режимі на спеціальну посадкову смугу завдовжки близько 5 кілометрів і шириною 80 метрів, створену в районі космодрому Байконур. Програма польоту була повністю виконана.

## Доля програми

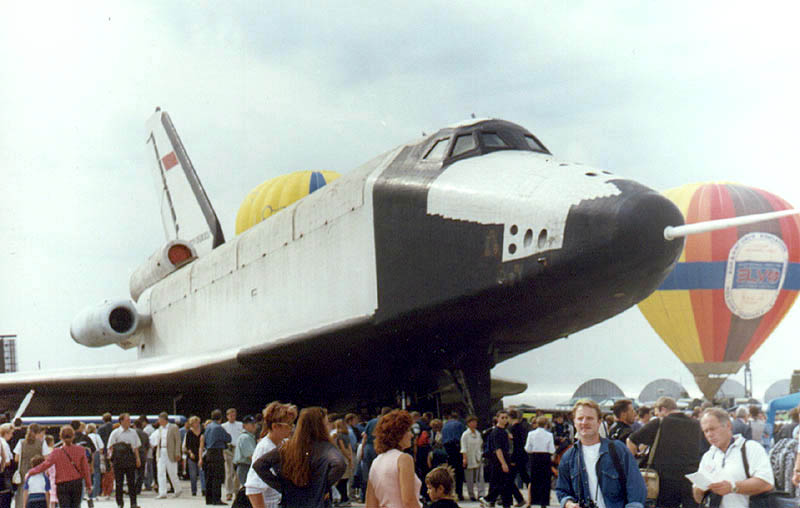
Зразок Бурану ОК-ГЛІ (БТС 002) для тестування в атмосфері. Авіакосмічний салон МАКС, 1999

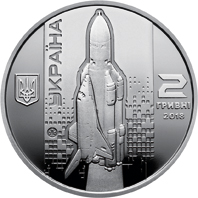
Зображення Бурану на ювілейній монеті НБУ

У 1990—1992 планували запуск ще однієї ракети «Енергія» з другим орбітальним кораблем «Буран». Через скорочення фінансування в ці роки запуск здійснити так і не вдалося. У 1990-му роботи за програмою «Енергія» — «Буран» припинили, а в 1993 програму остаточно закрили.
Всього за програмою «Енергія» — «Буран» було побудовано три льотні кораблі, закладені ще два, і створено дев'ять технологічних макетів у різній комплектації для проведення випробувань.
Корабель «Буран» 1.01, що літав, був законсервований і залишений у монтажно-дослідному корпусі 112 на космодромі Байконур. У 2002 корабель був повністю знищений дахом корпусу, що звалився на нього, загинуло 7 робітників, що виконували ремонт даху будівлі.
Другий корабель, «Буран» 1.02, який мав зробити другий політ в автоматичному режимі зі стиковкою з пілотованою станцією «Мир», залишився на Байконурі. З 2007 року в центральному парку культури і відпочинку ім. Горького встановлений масово-габаритний макет 55°43′43″ пн. ш. 37°35′48″ сх. д. / 55.72861° пн. ш. 37.59667° сх. д.)), тривалий час знаходився на майданчику 254. Сам «Буран» 1.02 зберігається на Байконурі в монтажно-заправному корпусі (МЗК), вільний доступ до якого відсутній.
Проте це не завадило в травні 2021 року групі вандалів потрапити до ангара та розмалювати графіті корпус космічного апарата.
У 2021 році цей другий політний екземпляр став предметом судової суперечки.
Третій корабель, ступінь готовності якого на момент припинення робіт становив 30–50 %, до 2004 знаходився в цехах Тушинського машинобудівного заводу. У жовтні 2004 його перевезли на причал Хімкинського водосховища для тимчасового зберігання.
Один з макетів «Бурану» в 1995 НВО «Молния» продало АТ «Космос–Земля», яке встановило його в Центральному парку культури і відпочинку ім. Горького в Москві, де він служив атракціоном до 1999-го. Таку саму функцію він виконував у 2000 на Олімпіаді в Сіднеї, після цього опинився в Бахрейні. У 2008 макет був придбаний Технічним музеєм міста Шпаєра, розташованого в німецькій землі Рейнланд-Пфальц. Він прибув до Німеччини у квітні 2008.